# Charles F. Ogden

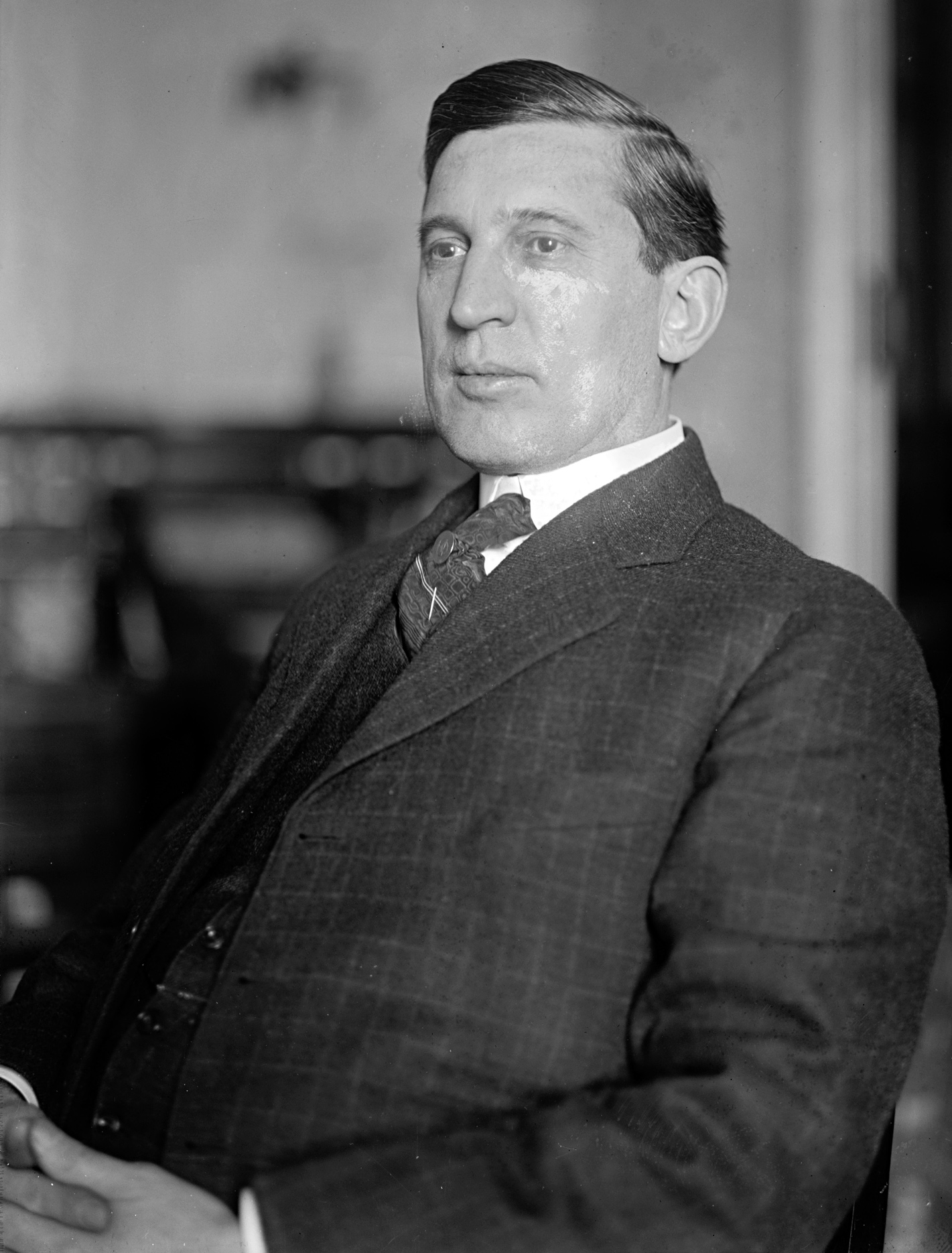
Charles F. Ogden

Charles Franklin Ogden (* 4. Februar 1873 bei Charlestown, Clark County, Indiana; † 10. April 1933 in Louisville, Kentucky) war ein US-amerikanischer Politiker. Zwischen 1919 und 1923 vertrat er den Bundesstaat Kentucky im US-Repräsentantenhaus.

## Werdegang
Charles Ogden besuchte nach der Grundschule die Jefferson High School in Indiana. Nach einem anschließenden Jurastudium an der University of Louisville und seiner 1896 erfolgten Zulassung als Rechtsanwalt begann er in diesem Beruf zu praktizieren. Gleichzeitig schlug er als Mitglied der Republikanischen Partei eine politische Laufbahn ein. In den Jahren 1898 und 1899 saß er als Abgeordneter im Repräsentantenhaus von Kentucky. Während des Spanisch-Amerikanischen Krieges diente er als Freiwilliger in den US-Streitkräften.
1901 bewarb sich Ogden erfolglos um das Amt des Bezirksstaatsanwalts. Im Jahr darauf scheiterte seine Kandidatur für den Senat von Kentucky. Bei den Kongresswahlen des Jahres 1918 wurde er im fünften Wahlbezirk von Kentucky in das US-Repräsentantenhaus in Washington, D.C. gewählt, wo er am 4. März 1919 die Nachfolge des Demokraten J. Swagar Sherley antrat. Nach einer Wiederwahl im Jahr 1920 konnte er bis zum 3. März 1923 zwei Legislaturperioden im Kongress absolvieren. In dieser Zeit wurden der 18. und der 19. Verfassungszusatz ratifiziert. Dabei ging es um das Prohibitionsgesetz und die bundesweite Einführung des Frauenwahlrechts.
Im Jahr 1922 verzichtete Charles Ogden auf eine weitere Kandidatur. In der Folge zog er sich aus der Politik zurück. Er starb am 10. April 1933 in Louisville und wurde dort auch beigesetzt.